# Mithuna arizana
Mithuna arizana là một loài bướm đêm thuộc phân họ Arctiinae, họ Erebidae.